# Allotriopus
Allotriopus is een geslacht van kevers uit de familie van de loopkevers (Carabidae). De wetenschappelijke naam van het geslacht is voor het eerst geldig gepubliceerd in 1882 door Bates.

## Soorten
Het geslacht Allotriopus omvat de volgende soorten:
- Allotriopus ashei (Ball & Roughley, 1982)
- Allotriopus brachypterus (Chaudoir, 1878)
- Allotriopus hallbergi (Ball & Roughley, 1982)
- Allotriopus hemingi (Ball & Roughley, 1982)
- Allotriopus oscitans (Tschitscherine, 1900)
- Allotriopus serratipes (Chaudoir, 1878)
- Allotriopus shpeleyi (Ball & Roughley, 1982)
- Allotriopus taeniola (Bates, 1882)
- Allotriopus triunfo (Ball & Roughley, 1982)
- Allotriopus whiteheadi (Ball & Roughley, 1982)